# Инзель (Альтмарк)
Инзель (нем. Insel) — община в Германии, в земле Саксония-Анхальт.
Входит в состав района Штендаль. Подчиняется управлению Штендаль-Ухтеталь. Население составляет 754 человека (на 31 декабря 2006 года). Занимает площадь 25,16 км².